# لشکر دوم پیاده‌نظام (ورماخت)
لشکر دوم پیاده‌نظام آلمان (آلمانی: 2. Infanterie-Division) یکی از لشکرهای پیاده‌نظام نیروی زمینی ورماخت بود که در سال ۱۹۳۴ از اجزای باقیمانده لشکر دوم پیاده‌نظام ارتش منحل شده امپراتوری آلمان تحت عناوین پوششی دیگری ایجاد گردید. پس از علنی شدن تسلیح مجدد آلمان بر خلاف محدودیت‌های پیمان ورسای، نام لشکر دوم پیاده‌نظام برای اولین برای این واحد نظامی به کاربرده شد.

## تاریخچه عملیاتی
این لشکر در سال ۱۹۳۷ به لشکر دوم پیاده‌نظام موتوریزه ارتقا یافت. تحت همین عنوان به فرماندهی سرلشکر پل بادر در قالب سپاه ۱۹ از ارتش چهارم از گروه ارتش شمال در جریان حمله سال ۱۹۳۹ آلمان به لهستان که به آغاز جنگ جهانی دوم انجامید، مشارکت نمود. این لشکر با داشتن تیپ‌های ۵، ۲۵ و ۹۲ پیاده‌نظام موتوریزه و تیپ ۲ توپخانه با استقرار در پومرانیای غربی ابتدا در گذر از کریدور لهستان برای رسیدن به پروس شرقی و سپس به عنوان واحد پشتیبانی در تهاجم به برست-لیتوفسک حضور پیدا کرد.
با پایان موفقیت‌آمیز عملیات در لهستان، لشکر دوم پیاده‌نظام موتوریزه به غرب منتقل شد تا در آنجا به عنوان بخشی از سپاه ۱۴ آماده حمله به فرانسه بشود. این لشکر در ماه‌های مه و ژوئن سال ۱۹۴۰ در صف واحدهای گروه ارتش آ، بلژیک بی‌طرف را به جهت دور زدن خط دفاعی ماژینو، از طریق جنگل‌های آردن مورد هجوم قرار داد و با گذر از رود موز به سمت بنادر دانکرک و کاله پیشروی نمود سپس با تغییر مسیر به سمت جنوب حرکت کرد. لشکر دوم پیاده‌نظام موتوریزه نهایتاً در ماه اکتبر همان سال به عملیات خود در فرانسه خاتمه داد و به آلمان بازگشت.
در همین زمان این لشکر تحت عنوان لشکر دوازدهم زرهی برای پیگیری علمیات‌های آینده ارتش، به شکل ساختاری سازماندهی مجدد شد.

## تشکیلات
| ۱۹۳۹                                                                         | ۱۹۴۰                                               |
| ---------------------------------------------------------------------------- | -------------------------------------------------- |
| تیپ ۵ پیاده‌نظام موتوریزه تیپ ۲۵ پیاده‌نظام موتوریزه تیپ ۹۲ پیاده‌نظام موتوریزه | تیپ ۵ پیاده‌نظام موتوریزه تیپ ۲۵ پیاده‌نظام موتوریزه |
|                                                                              | گردان ۲۲ موتورسوار                                 |
| گردان ۲ شناسایی موتوریزه                                                     |                                                    |
| گردان ۲ دیدبان                                                               |                                                    |
| گردان ۲ توپخانه موتوریزه گردان ۳۸ توپخانه                                    | گردان ۲ توپخانه موتوریزه گردان ۳۸ توپخانه          |
| گردان ۲ ضدزره                                                                | گردان ۲ پنزریگر                                    |
| گردان ۳۲ مهندسی موتوریزه                                                     |                                                    |
| گردان ۲ مخابرات موتوریزه                                                     |                                                    |
| گردان ۲ تدارکات موتوریزه                                                     |                                                    |

## فرماندهان
| عنوان لشکر                  | نام        | درجه                                                     | آغاز فرماندهی | پایان فرماندهی |
| --------------------------- | ---------- | -------------------------------------------------------- | ------------- | -------------- |
| لشکر دوم پیاده‌نظام          | هوبرت گرکه | انتصاب با درجه سرلشکر ارتقا به درجه سپهبد (۳۱ مارس ۱۹۳۷) | ۱ ژوئن ۱۹۳۵   | ۳۱ مارس ۱۹۳۷   |
| لشکر دوم پیاده‌نظام          | پاول بادر  | سرتیپ                                                    | ۱ آوریل ۱۹۳۷  | ۴ اکتبر ۱۹۴۰   |
| لشکر دوم پیاده‌نظام موتوریزه | یوزف هارپه | سرتیپ                                                    | ۵ اکتبر ۱۹۴۰  | ۱۰ ژانویه ۱۹۴۱ |
|                             |            |                                                          |               |                |